# 2-乙酰呋喃
2-乙酰呋喃（缩写2-ACF）是一种有机化合物，分子式C6H6O2，其熔点较低而沸点较高，最初在1914年通过格氏试剂与2-氰基呋喃合成。